# Furtună de zăpadă din Murree din 2022
Furtuna de zăpadă din Murree din 2022 a avut loc pe 7 ianuarie 2022, când cel puțin 22 de turiști au murit din cauza vremii severe în Murree. Se crede că mașinile victimelor au fost îngropate în zăpadă, cauzând blocarea țevilor de eșapament, ceea ce a dus la scurgeri de monoxid de carbon în cabină, provocând morți. 
Ninsorile abundente și goana turistică din Murree au înrăutățit situația și peste 22 de persoane au murit în vehicule.

## Fundal
Cu o zi înainte de incident, sute de mii de oameni apelaseră la stațiunea din Murree pentru a se bucura de zăpadă, mai multe vehicule s-au blocat pe drumuri din cauza ninsorilor și mii de turiști au petrecut noaptea pe drumuri.

## Operațiuni de salvare
Se lucrează la îndepărtarea vehiculelor blocate în zăpadă, cinci plutoane de infanterie ale Armatei Pakistanului, Corpului de Frontieră și Rangers au fost de asemenea chemate pentru operațiuni de salvare. 
Administrația raională a dat instrucțiuni ca localnicii să nu părăsească casele noaptea, serviciile de ambulanță, vehiculele de securitate și pompierii au fost rugați să rămână în alertă.

## Reacții
- Prim-ministrul Imran Khan a ordonat o anchetă cu privire la tragedia din Murree și a spus că un număr mare de oameni au ajuns în Murree fără a stabili vremea.[6]
- Ministrul federal de interne, șeicul Rasheed Ahmad, a ajuns la Murree pentru a supraveghea operațiunea de salvare. El a mai spus că, dacă oamenii ar fi fost împiedicați să vină în Murree din Khyber Pakhtunkhwa, nu ar fi existat nicio tragedie, dar situația ar fi fost ținută sub control până dimineață.[7] [8]
- Ministrul federal pentru informații Fawad Chaudhry a spus că un număr mare de oameni au murit într-o perioadă scurtă de timp, ceea ce a cauzat probleme. Prin promovarea turismului nu înseamnă că toți oamenii vin în același timp.[9]